# RBG
RBG és una pel·lícula documental dels Estats Units de 2018 dirigida i produïda per Betsy West i Julie Cohen que se centra en la vida i la carrera de la segona dona (després de Sandra Day O'Connor) jutgessa associada del Tribunal Suprem dels Estats Units, Ruth Bader Ginsburg. Després d'estrenar-se al Festival de Cinema de Sundance de 2018, la pel·lícula es va estrenar als cinemes dels Estats Units el 4 de maig de 2018.
Va rebre crítiques positives de la crítica i va recaptar 14 milions de dòlars al món. Va ser nominada al premi BAFTA al millor documental i va rebre nominacions a millor documental i millor cançó original a la 91a edició dels premis Oscar.